# Rosenaue (SO-083)
Koordinaten: 51° 37′ 39″ N, 8° 8′ 32″ O
Das Naturschutzgebiet Rosenaue (SO-083) liegt auf dem Gebiet der Gemeinde Lippetal im Kreis Soest in Nordrhein-Westfalen. Das Gebiet erstreckt sich direkt östlich von Brockhausen, einem Ortsteil von Lippetal. Südöstlich liegt Weslarn, ein Ortsteil der Gemeinde Bad Sassendorf.

## Bedeutung
Für Lippetal ist seit 2002 ein 18,04 ha großes Gebiet unter der Schlüsselnummer SO-083 als Naturschutzgebiet ausgewiesen.